# 樋口一紀
樋口 一紀（ひぐち かずとし、1967年9月9日 - ）は、福岡県久留米市出身の元プロ野球選手（内野手）。大阪府生まれ。

## 来歴・人物
PL学園中に在学するも小柄な体格のため、そのまま高校は進めず、柳川高から、社会人野球の住友金属に入団。1989年の都市対抗野球は新日本製鐵堺の補強選手として出場し、エースの野茂英雄を擁しベスト4に進出。1990年の都市対抗野球では日本生命の補強選手として出場。1991年は自チームで出場しベスト8に進出した。日本選手権の優勝も経験している。
1991年度プロ野球ドラフト会議にて千葉ロッテマリーンズから5位指名を受け、入団。1993年シーズンにはイースタン・リーグで盗塁王を獲得し、一軍デビューも果たした。
1995年シーズンオフに仁村徹、酒井忠晴、山本保司との3対3の交換トレードで前田幸長、平沼定晴とともに中日ドラゴンズへ移籍。
1997年シーズンオフに岸川登俊との1対2トレードで小島弘務（社会人からの同僚で同学年）とともに古巣・ロッテに移籍。3年ぶりの古巣復帰となった。2度のトレードによって古巣復帰を果たした珍しい例である。しかし、1年で戦力外通告を受け、阪神タイガースの入団テストに合格したが1999年シーズンは一軍出場がないまま1年で2度目の戦力外通告を受け、オリックス・ブルーウェーブの入団テストを受けるも不合格となり、現役を引退。
脚力があり、二塁、遊撃を守れるなど使い勝手のよい選手だったが打力は低かった。
現在は、中学時代を過ごした大阪府富田林市で硬式野球チーム「全富田林ヤング」を立ち上げ少年野球の指導を行っている。

## 詳細情報

### 年度別打撃成績
| 年 度     | 球 団     | 試 合 | 打 席 | 打 数 | 得 点 | 安 打 | 二 塁 打 | 三 塁 打 | 本 塁 打 | 塁 打 | 打 点 | 盗 塁 | 盗 塁 死 | 犠 打 | 犠 飛 | 四 球 | 敬 遠 | 死 球 | 三 振 | 併 殺 打 | 打 率 | 出 塁 率 | 長 打 率 | O P S |
| --------- | --------- | ----- | ----- | ----- | ----- | ----- | -------- | -------- | -------- | ----- | ----- | ----- | -------- | ----- | ----- | ----- | ----- | ----- | ----- | -------- | ----- | -------- | -------- | ----- |
| 1993      | ロッテ    | 4     | 8     | 8     | 0     | 1     | 0        | 0        | 0        | 1     | 0     | 0     | 0        | 0     | 0     | 0     | 0     | 0     | 2     | 0        | .125  | .125     | .125     | .250  |
| 1994      | ロッテ    | 37    | 81    | 67    | 7     | 23    | 2        | 1        | 0        | 27    | 6     | 2     | 2        | 6     | 0     | 8     | 0     | 0     | 11    | 1        | .343  | .413     | .403     | .816  |
| 1995      | ロッテ    | 62    | 134   | 114   | 8     | 23    | 1        | 0        | 0        | 24    | 2     | 3     | 8        | 8     | 0     | 11    | 0     | 1     | 21    | 0        | .202  | .278     | .211     | .489  |
| 1996      | 中日      | 35    | 35    | 29    | 9     | 5     | 1        | 0        | 0        | 6     | 1     | 1     | 3        | 0     | 0     | 6     | 0     | 0     | 4     | 1        | .172  | .314     | .207     | .521  |
| 1997      | 中日      | 55    | 126   | 101   | 14    | 23    | 4        | 2        | 0        | 31    | 5     | 3     | 3        | 7     | 0     | 18    | 0     | 0     | 17    | 5        | .228  | .345     | .307     | .651  |
| 1998      | ロッテ    | 11    | 8     | 6     | 1     | 1     | 0        | 0        | 0        | 1     | 0     | 0     | 0        | 1     | 0     | 1     | 0     | 0     | 2     | 0        | .167  | .286     | .167     | .452  |
| 通算：6年 | 通算：6年 | 204   | 392   | 325   | 39    | 76    | 8        | 3        | 0        | 90    | 14    | 9     | 16       | 22    | 0     | 44    | 0     | 1     | 57    | 7        | .234  | .327     | .277     | .604  |

### 記録
- 初出場：1993年8月7日　対オリックスブルーウェーブ17回戦（千葉マリンスタジアム）、堀幸一の代打で出場
- 先発初出場：1993年8月13日　対日本ハムファイターズ19回戦（千葉マリンスタジアム）、9番・二塁手で出場
- 初安打：同上、武田一浩から

### 背番号
- 32 （1992年 - 1995年）
- 49 （1996年 - 1998年）
- 38 （1999年）